# Биуретовая реакция
Биуретовая (биуретова) реакция — качественная реакция на все без исключения белки, а также продукты их неполного гидролиза, которые содержат не менее двух пептидных связей. Биуретова реакция обусловлена присутствием в белках пептидных связей, которые в щелочной среде образуют с сульфатом меди (ІІ) окрашенные медные солеобразные комплексы. Биуретову реакцию дают также некоторые небелковые вещества, например биурет (NH2-CO-NH-CO-NH2), оксамид (NH2CO-CO-NH2), ряд аминокислот (гистидин, серин, треонин, аспарагин).

## Проведение
К 1 мл исследуемого раствора доливают 1 мл 10 % раствора гидроксида натрия (NaOH) и 2-3 капли 1 % раствора сульфата меди (CuSO4). При положительной реакции появляется фиолетовая окраска с красным либо синим оттенком. 

## Применение
Биуретовая реакция широко применяется для качественного и количественного определения концентрации белков в пробе.